# 메가라 법령
메가라 포고령은 펠로폰네소스 전쟁이 발발하기 직전인 기원전 432년경 아테네 제국이 메가라에 부과한 경제 제재였다. 이 조치는 외교 정책 도구로서 경제를 사용한 최초의 사례 중 하나로 간주된다. 이 포고령은 데메테르에게 신성시된 땅인 히에라 오르가스에 대한 메가라인의 침범 혐의, 그들을 꾸짖기 위해 도시에 파견된 아테네 사절을 살해한 것, 그리고 아테네에서 도망친 노예들에게 은신처를 제공한 것에 대한 것이었다. 메가라 포고령은 메가라가 델로스 동맹 내의 모든 항구에서 교역하는 것을 효과적으로 차단하여 도시를 고립시키고 경제에 막대한 피해를 입혔다. 메가라 포고령이 펠로폰네소스 전쟁 발발에 미친 정확한 영향은 오늘날까지도 크게 논의되는 문제이다.

## 배경

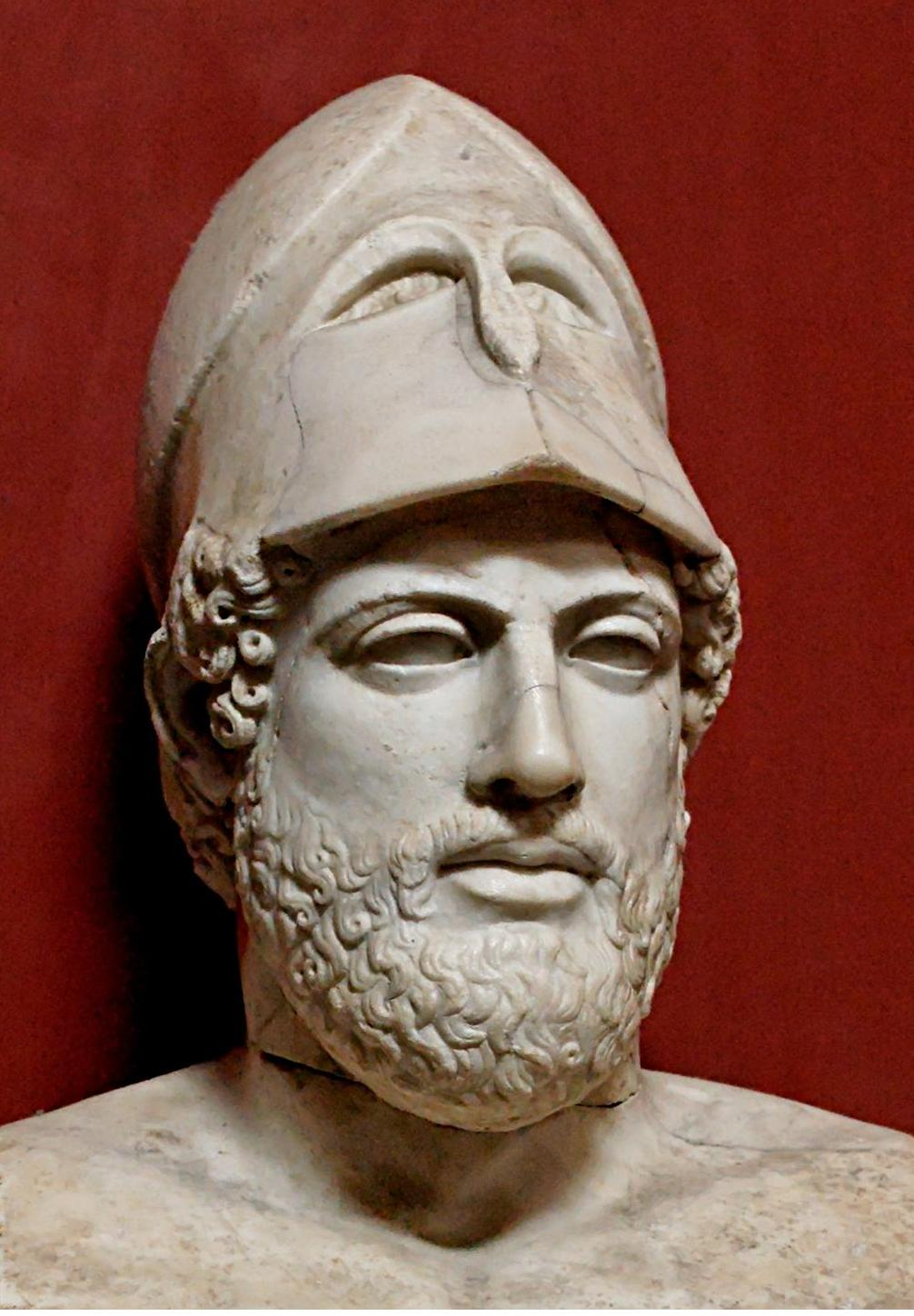
메가라 포고령의 후원자 페리클레스

메가라 포고령은 몇 년 전 메가라인의 배신적인 행동에 대한 아테네인들의 복수 행위로 여겨졌다. 또한 포고령의 후원자였던 페리클레스가 스파르타를 향해 의도적인 도발을 한 것일 수도 있다. 아리스토파네스는 또한 페리클레스의 파트너였던 아스파시아의 여성 시종들을 훔친 것에 대한 복수를 위해 제정되었다고 언급했지만, 이는 일반적으로 페리클레스와 아스파시아를 조롱하는 농담으로 받아들여진다. 메가라 포고령을 펠로폰네소스 전쟁의 주요 원인 중 하나로 보는 학자들도 있다.

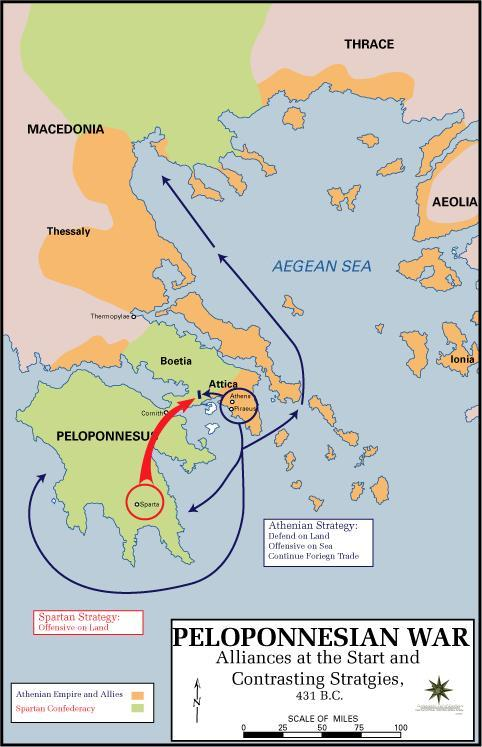
펠로폰네소스 전쟁 당시 동맹 지도

경제적 봉쇄는 메가라인들을 거대한 아테네 제국 전역의 항구와 시장에서 금지시켰고, 이는 메가라 경제를 효과적으로 압살했다. 이 제재는 메가라의 동맹국들에게도 영향을 미쳤을 것이며, 아테네가 라이벌을 약화시키고 영향력을 확대하기 위한 움직임으로 보였을 수 있다. 메가라는 펠로폰네소스반도와 아티키 사이의 중요한 경로를 통제하여 아테네와 스파르타 모두에게 중요했다. 이 금지 조치는 두 국가 간의 깨지기 쉬운 평화를 긴장시켰다. 펠로폰네소스 전쟁은 메가라가 동맹국인 스파르타에 도움을 요청한 후 시작되었다. 분쟁이 고조될 무렵, 이 포고령의 폐지는 스파르타가 아테네인들에게 요구한 주요 요구 사항이었다. 투키디데스는 메가라 포고령의 철회가 아테네가 전쟁을 피하기 위해 스파르타인들이 요구한 여러 요구 사항 중 하나일 뿐이었다고 언급한다. 다른 요구 사항에는 포티다이아 공성의 종료, 에기나의 즉각적인 독립, 그리고 아테네인들이 헬레네인들의 독립을 침해하지 않는다는 것이 포함되었다.

## 중요성

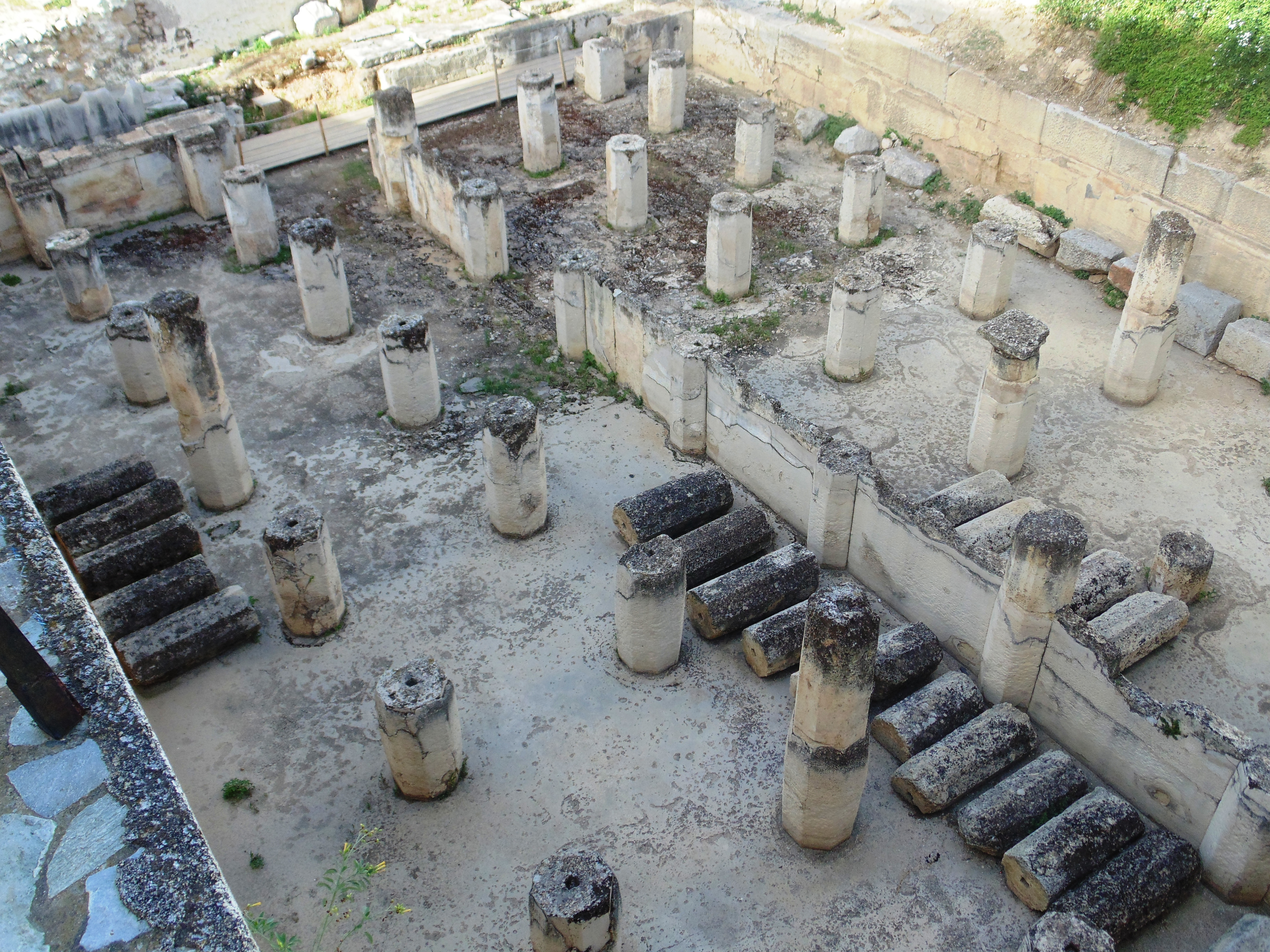
현대 메가라 시의 고고학 유적지

이 포고령이 펠로폰네소스 전쟁 발발을 얼마나 부추겼는지는 논쟁의 대상이다. 전쟁의 주요 자료인 투키디데스는 전쟁의 원인 분석에서 이 포고령에 거의 강조를 두지 않고 스파르타인들의 핑계로 다룬다. 투키디데스는 전쟁의 진정한 원인을 아테네의 성장하는 제국에 대한 스파르타의 두려움으로 간주한다. 그는 포티다이아와 코르키라를 둘러싼 분쟁과는 달리 이 포고령을 상세히 설명하지 않는다.

고대 그리스와 에게 해 지도

이 포고령의 중요성에 대한 주요 증거는 당시의 고대 극작가이자 풍자 작가인 아리스토파네스이다. 그의 희곡 아카르나이의 사람들 (II.530-7)은 이 포고령이 메가라인들을 "천천히 굶주리게" 만들었고 스파르타인들에게 도움을 요청하게 만들었다고 언급한다. 아리스토파네스의 또 다른 희곡인 평화 역시 전쟁의 신에 의해 메가라에서 전쟁이 일어나고 있다는 것을 언급한다. 그러나 이들은 오락을 위한 코미디 희곡이므로 역사적 기록으로서의 진실성은 의심스럽다.
투키디데스의 포고령에 대한 간접적인 언급은 스파르타인들이 "아테네가 메가라 포고령을 철회하면 전쟁을 피할 수 있다"고 언급했기 때문에 그 중요성을 시사하는 것으로 보인다. 그러나 투키디데스는 또한 스파르타인들이 메가라 포고령이 통과되기 훨씬 전인 440년 사모스 반란 당시 펠로폰네소스 동맹으로부터 전쟁 선포를 요구했다고 보고한다.
플루타르코스(페리클레스 29)는 아테네인들이 메가라 포고령을 폐지했다면 "다른 어떤 문제도 아테네인들에게 전쟁을 가져오지 않았을 것 같다"고 썼다. 이러한 이유로 그는 페리클레스가 "화해의 가장 열렬한 반대자... 홀로 전쟁의 책임이 있다"고 믿었다.
도널드 케이건은 이 포고령을 아테네가 스파르타와의 삼십년 평화 조약을 깨지 않고 문제를 해결하려는 시도로 해석한다. 메가라는 아테네에 의미 있는 대응이 필요한 방식으로 상처를 입혔지만, 아테네가 스파르타 동맹국을 공개적으로 공격하는 것은 평화를 위반하는 것이었다. 따라서 아테네는 금수조치를 부과했는데, 이는 다른 스파르타 동맹국들에게 아테네가 스파르타의 군사적 보호를 받는 공격자들을 처벌할 상업적 수단을 가지고 있음을 보여주기 위한 것이었다. 따라서 이 포고령은 스파르타를 직접적으로 자극하는 것을 피하려는 시도로 볼 수 있다.

## 다른 해석
역사수정주의자 G. E. M. 드 생크루아는 무역 제재가 메가라에 큰 영향을 미치지 않았을 것이라고 주장한다. 왜냐하면 이 포고령은 메가라 시민들에게만 적용되었지만, 모든 도시에서의 무역 대부분은 메티코스(외국인 또는 외부인)에 의해 이루어졌을 가능성이 높고, 이들은 메가라 시민에 대한 금지 조치에 영향을 받지 않았을 것이기 때문이다. 이 학자는 전쟁의 원인을 스파르타의 전쟁 열의에 돌렸는데, 이는 무적감, 국가로서의 취약성, 그리고 대규모 노예 인구로 인한 위험 등 여러 요인에 의해 좌우되었다고 말했다.
드 생크루아는 또한 이 포고령이 통과된 맥락에 대한 불확실성을 강조한다. 제2차 펠로폰네소스 전쟁 초기에 아테네인들은 1년에 두 번 대규모 병력으로 메가라를 침공하여 그들의 땅을 황폐화시키고 해상 봉쇄를 유지했다. 6년 후에는 남은 농작물이 거의 없거나 전혀 없었으며, 이는 아카르나이의 사람들에서 언급된 "굶주림"을 설명할 수 있다. 드 생크루아는 또한 이 포고령이 전쟁 전 1년 동안만 효과적이었을 것이라고 지적한다. 왜냐하면 메가라인들은 어떤 전쟁 상황에서도 시장에 진입할 권리가 없었을 것이기 때문이다.